# یواس‌اس روی (سی‌وی‌ئی-۱۰۳)
یواس‌اس روی (سی‌وی‌ئی-۱۰۳) (به انگلیسی: USS Roi (CVE-103)) یک کشتی بود که طول آن ۵۱۲ فوت ۳ اینچ (۱۵۶٫۱۳ متر) بود. این کشتی در سال ۱۹۴۴ ساخته شد.